# Simolawang
Simolawang is een bestuurslaag in het regentschap Soerabaja van de provincie Oost-Java, Indonesië. Simolawang telt 19.191 inwoners (volkstelling 2010).